# Colind de Crăciun (film din 1971)
Colind de Crăciun (titlu original: A Christmas Carol) este un film de Crăciun de animație american din 1971 regizat de Richard Williams.  

## Distribuție
- Alastair Sim ...  Ebenezer Scrooge
- Michael Redgrave ...  Narrator
- Michael Hordern ...  Marley's Ghost
- Diana Quick ...  Ghost of Christmas Past
- Joan Sims ...  Mrs. Cratchit
- Paul Whitsun-Jones ...  Ragpicker/Fezziwig
- David Tate ...  Fred/Charity Man
- Felix Felton ...  Ghost of Christmas Present
- Annie West ...  Ghost of Christmas Yet to Come
- Melvyn Hayes ...  Bob Cratchit
- Mary Ellen Ray ...  Mrs. Dilber
- Alexander Williams ...  Tiny Tim (nem)